# Сурсько-Литовська сільська територіальна громада
Сурсько-Литовська сільська об'єднана територіальна громада — об'єднана територіальна громада в Україні, у Дніпровському районі Дніпропетровської області. Адміністративний центр — село Сурсько-Литовське.
Площа громади — 120,5 км², населення — 5982 мешканці (2018).
Утворена 14 серпня 2015 року шляхом об'єднання Новомиколаївської та Сурсько-Литовської сільських рад Дніпропетровського району.

## Населені пункти
До складу громади входять 4 села:
| Населений пункт   | Населення (2015) |
| ----------------- | ---------------- |
| Сурсько-Литовське | 4575             |
| Новомиколаївка    | 1365             |
| Сурсько-Клевцеве  | 193              |
| Зелений Гай       | 81               |